# 西牧秀夫
西牧 秀夫（にしまき ひでお、1940年7月25日 - ）は、日本のアニメーション監督、演出家。兵庫県尼崎市出身。京都市立芸術大学卒。
シバ・プロ、虫プロダクション、タツノコプロ、スタジオ古留美などに在籍。スタジオ古留美時代は椛島義夫とのコンビで上記の作品を多く担当した。

## 主な担当作品

### テレビアニメ
1963年
- 鉄腕アトム（演出）

1967年
- 悟空の大冒険（演出）
- リボンの騎士（演出）

1969年
- ハクション大魔王（演出）

1970年
- あしたのジョー（演出）
- いなかっぺ大将（演出）

1971年
- アニメンタリー 決断（演出）

1972年
- 科学忍者隊ガッチャマン（演出）
- 樫の木モック（演出）

1974年
- 昆虫物語 みなしごハッチ（演出）
- てんとう虫の歌（演出）
- 破裏拳ポリマー（演出）

1975年
- まんが日本昔ばなし（演出）

1976年
- ゴワッパー5 ゴーダム（演出）
- ポールのミラクル大作戦（演出）
- まんが世界昔ばなし（監督）
- ろぼっ子ビートン（演出）

1977年
- ルパン三世 (TV第2シリーズ)（演出、絵コンテ）

1978年
- 科学忍者隊ガッチャマンII（演出）

1979年
- さすらいの少女ネル（監督）
- くじらのホセフィーナ（演出）
- ドラえもん（演出）

1983年
- イーグルサム（監督）

1984年
- ガラスの仮面（演出、絵コンテ）

### 劇場アニメ
1981年
- グリックの冒険（監督）
- ドラえもん のび太の宇宙開拓史（監督）

1982年
- ドラえもん のび太の大魔境（監督）

1987年
- ブンナよ、木からおりてこい（アニメーション演出）